# Latas de sopa Campbell
Latas de sopa Campbell (cuyo título original en inglés es Campbell's Soup Cans), también conocida como 32 latas de sopa Campbell, es una obra de arte producida en 1962 por el artista estadounidense Andy Warhol.
Consiste en treinta y dos lienzos, cada uno de 50,8 cm de alto por 40,6 cm de ancho (20 × 16 pulgadas) y con una pintura de una lata de sopa Campbell (cada una de las variedades de sopa enlatada que la compañía ofrecía en aquella época). Las pinturas individuales fueron realizadas con un proceso semimecanizado de serigrafía. El apoyo de Campbell's Soup Cans en temas de cultura popular ayudó al arte pop a instalarse como un movimiento artístico de trascendencia.
Para Warhol, un ilustrador comercial que se convertiría en un exitoso autor, pintor y director de cine, esta obra constituyó su primera exposición individual en una galería de arte como artista profesional. La obra, expuesta por primera vez en la Galería Ferus de Los Ángeles, marcó el debut del arte pop en la Costa Oeste de los Estados Unidos. Al principio, la combinación del proceso semimecanizado, el estilo y el tema comercial causaron molestia, ya que el evidente comercialismo mundano representaba una afrenta directa a la técnica y filosofía del expresionismo abstracto, un movimiento artístico que fue dominante durante el periodo posterior a la Segunda Guerra Mundial y que se aferraba no solo a los valores y la estética de las «bellas artes», sino también a una inclinación mística. Esta controversia condujo a un gran debate acerca de la ética y los méritos que suponían tal trabajo. Los motivos de Warhol como artista fueron cuestionados, y lo continúan siendo hoy en día. La gran conmoción pública ayudó a transformar a Warhol de un experimentado ilustrador comercial de los años 1950 a un notable artista de bellas artes, y lo hizo distinguirse de otros artistas pop emergentes. Aunque la demanda comercial por sus pinturas no fue inmediata, la relación de Warhol con el tema llevó a que su nombre se convirtiera en sinónimo de las pinturas de Latas de sopa Campbell.
Posteriormente, Warhol produjo una amplia variedad de obras de arte que representaban latas de sopa Campbell, así como otras obras basándose en una gran variedad de imágenes del mundo del comercio y de los medios de comunicación. El término Latas de sopa Campbell generalmente es usado en referencia a la serie original de pinturas así como a los dibujos y pinturas que Warhol realizó posteriormente y que igualmente representan latas de sopa Campbell. Debido a la popularidad que al final cobraría la serie entera, la reputación de Warhol creció hasta un punto donde no solo era el artista pop estadounidense de mayor renombre, sino también el artista estadounidense vivo más cotizado del momento.

## Antecedentes

### Escena artística de Nueva York
Warhol llegó a la ciudad de Nueva York en 1949, proveniente de la Escuela de Bellas Artes del Instituto Tecnológico Carnegie. Tuvo éxito rápidamente como ilustrador comercial, y su primer dibujo publicado apareció en el número de verano de la revista Glamour en el año 1949. En 1952, tuvo lugar su primera exposición en una galería de arte —la Galería Bodley— con una presentación de trabajos inspirados en Truman Capote. En el año 1955, se encontraba calcando fotografías de la colección fotográfica de la Biblioteca Pública de Nueva York con la ayuda de Nathan Gluck y reproduciéndolas con el proceso que había desarrollado previamente como colegial en el Instituto Tecnológico Carnegie. Dicho proceso, que utilizaría en sus obras posteriores, consistía en imprimir ilustraciones con tinta fresca sobre un papel. Durante los años 1950 realizó exposiciones regulares de sus dibujos, incluso llegando a exponer en el Museo de Arte Moderno de Nueva York, con una exposición titulada Recent Drawings (Dibujos recientes), en el año 1956.

### Arte pop
En 1960, Warhol comenzó a realizar sus primeras pinturas sobre lienzo, basadas en dibujos de tiras cómicas. A finales de 1961, aprendió el proceso del serigrafiado con la ayuda de Floriano Vecchi, quien había dirigido la «Tiber Press» desde 1953. Aunque el proceso comienza generalmente con un dibujo estarcido, frecuentemente se desarrolla a partir de una fotografía ampliada que más tarde es estampada con ayuda de pegamento sobre papel de seda. En cualquier caso, se necesita producir una versión basada en pegamento de una imagen positiva bidimensional (positiva significa que los espacios abiertos se dejan donde la pintura aparecerá). Normalmente, la tinta es extendida sobre el medio para que pase a través del papel de seda y no del pegamento. Las Latas de sopa Campbell estuvieron entre las primeras producciones serigráficas de Warhol; las primeras de todas fueron billetes de dólares estadounidenses. Las piezas estaban hechas con estarcidos; cada uno de un color. Warhol no utilizó fotografías para serigrafiados hasta después de terminar la serie original de latas de sopa Campbell.

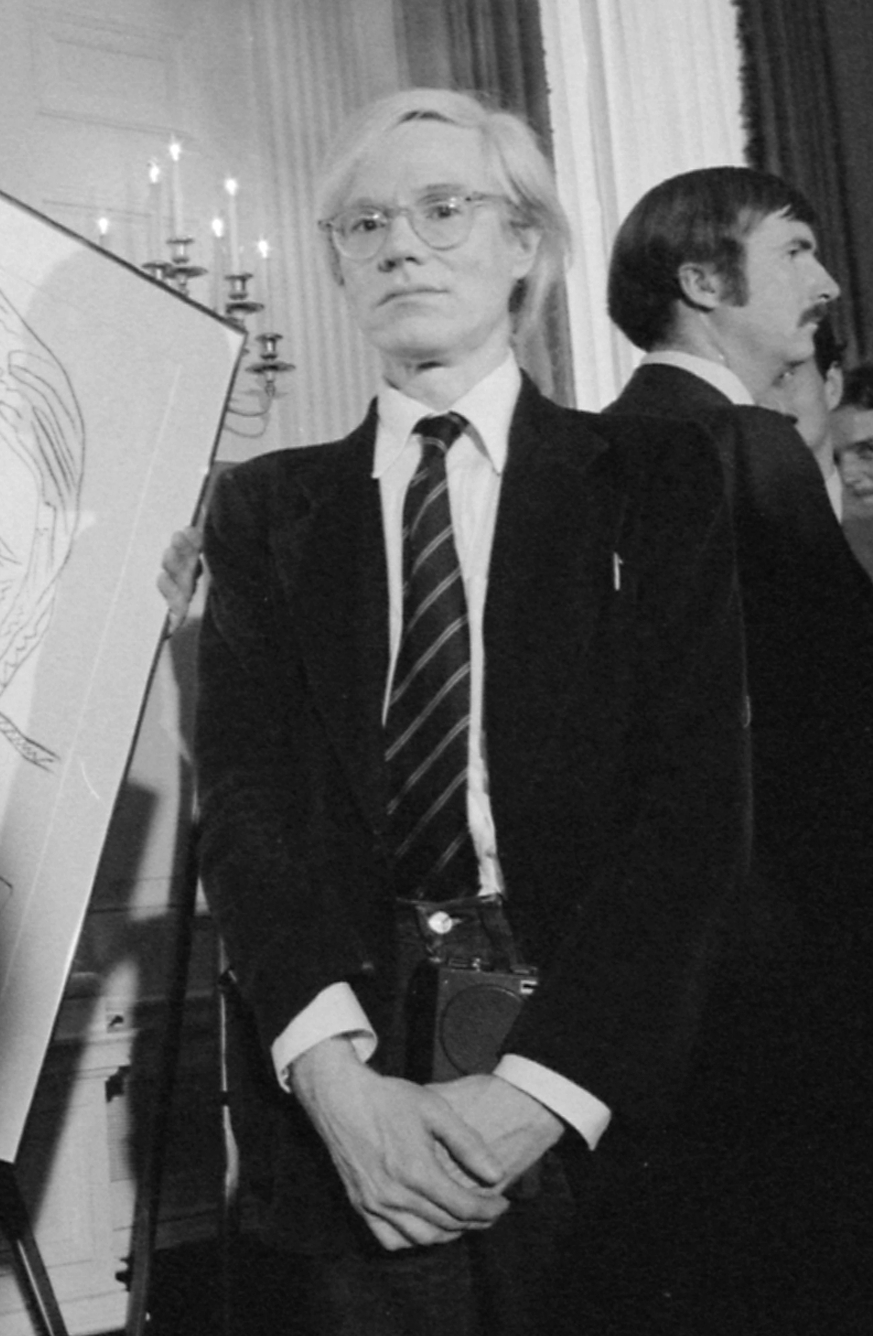
Andy Warhol, el creador de la extensa serie de pinturas de Latas de sopa Campbell.

Aunque Warhol había realizado serigrafiados de tiras cómicas y otros temas de arte pop, supuestamente se encomendó a sí mismo a las latas de sopa para evitar competir con el estilo más refinado de los cómics de Roy Lichtenstein. De hecho, una vez dijo: 

Debo hacer algo que realmente tendrá un gran impacto, que será lo suficientemente diferente de Lichtenstein y James Rosenquist, que será muy personal, que no se verá como si estuviera haciendo exactamente lo mismo que ellos.

 En febrero de 1962, Lichtenstein expuso sus obras en una exposición de dibujos animados, misma en la que todas las obras fueran vendidas en la epónima Galería Leo Castelli, acabando con la posibilidad de que Warhol expusiera sus propios dibujos animados. De hecho, el propio Leo Castelli había visitado la galería de Warhol en 1961 y dijo que el trabajo que vio allí era muy similar al de Lichtenstein, aunque las obras de arte caricaturesco de Warhol y Lichtenstein diferían en temas y técnicas (por ejemplo, las figuras de la tira cómica de Warhol eran caricaturas humorísticas de la cultura popular como Popeye, mientras que las de Lichtenstein eran generalmente de héroes y heroínas estereotípicos, inspirados por tiras cómicas de aventura y romance). Castelli decidió no representar a aquellos artistas en ese momento pero, en 1964, expondría algunas obras de Warhol, tales como sus reproducciones de cajas de jugo Campbell y las cajas de jabón Brillo. Volvería a exponer los trabajos de Warhol en 1966. La exposición individual de Lichtenstein en 1962 fue seguida por la de Wayne Thiebaud el 17 de abril de ese año en la Galería Allan Stone, donde se expusieron representaciones de comida estadounidense, lo que agitó a Warhol ya que sintió que amenazaba a sus propias obras de latas de sopa. Warhol estaba considerando regresar a la Galería Bodley, pero al director de aquel recinto no le agradaron sus obras de arte pop. En 1961, Allan Stone le ofreció a Warhol una exposición conjunta con otros dos artistas, Rosenquist y Robert Indiana, en la Galería de 18 East y la Calle 82, pero los tres se sintieron insultados con esta proposición. Irving Blum fue el primer comerciante en exponer las pinturas de latas de sopa de Warhol. Blum estaba visitando a Warhol en mayo de 1962, justo en un momento en el que Warhol acababa de aparecer en un artículo del 11 de mayo de la revista Time llamado "The Slice-of-Cake School" (que incluía una muestra de los billetes de un dólar serigrafiados de Warhol) junto con Lichtenstein, Rosenquist y Wayne Thiebaud. Warhol fue el único cuya fotografía apareció en el artículo, lo que es un indicador de su poder para manipular a los medios de comunicación. Blum vio docenas de variaciones de las Latas de sopa Campbell ese día, incluyendo una cuadrícula con cien latas de sopa. Blum estaba sorprendido de que Warhol no tuviera asociado con ninguna galería de arte y le ofreció una exposición en la Galería Ferus de Los Ángeles. Ésta sería la primera exposición individual de su arte pop. Blum le aseguró a Warhol que la recién creada revista Artforum, la cual tenía una oficina en el piso superior de la galería, cubriría el evento. No solo fue la primera exposición en una galería de arte totalmente enfocada en Warhol, sino que fue además considerado el mejor estreno de una exposición de arte pop en la Costa oeste.

## Descripción

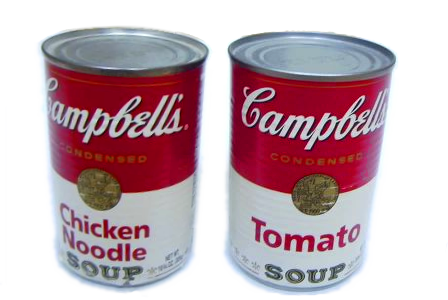
Latas de sopa Campbell, la base de los cuadros de Warhol.

Warhol le envió a Blum 32 lienzos de 20 × 16 pulgadas con representaciones de latas de sopa Campbell, cada uno retratando uno de los diferentes sabores disponibles en esa época. Las 32 pinturas son muy similares: cada una es una representación realista de la icónica lata de sopa Campbell (la más famosa era la sopa de pollo) roja y blanca serigrafiada sobre un fondo blanco. Las pinturas tienen variaciones menores en los nombres que indican el sabor de cada sopa. La mayoría de estos nombres están escritos con letras rojas; no obstante, cuatro variedades llevan además otras letras negras, acompañando a las rojas: la Sopa de almejas (Clam Chowder) tiene letras negras bajo el nombre de la variedad que dicen «Estilo Manhattan» («Manhattan Style»), lo que indica que la sopa tiene una base de tomate y caldo en lugar del tradicional estilo New England basado en crema; la de Carne de res (Beef) tiene letras negras bajo el nombre de la variedad que dicen «Con vegetales y cebada» («With Vegetables and Barley»); la de Caldo escocés (Scotch Broth) tiene también letras negras bajo el nombre de la variedad que dicen «Una sopa abundante» («A Hearty Soup») y la de Minestrone, que igualmente tiene letras negras que dicen «Sopa de vegetales estilo italiano» («Italian-Style Vegetable Soup»). Hay dos variedades que presentan además palabras entre paréntesis con letras rojas, debajo del nombre de la variedad: Caldo de res (Beef Broth), cuya palabra entre paréntesis es «Bouillon», y Consomé (Consommé), que indica «Beef». El tamaño de la letra solo difiere ligeramente en el nombre de las variedades; sin embargo, hay unas cuantas diferencias notables su estilo. La de Tomate y arroz estilo tradicional (Old-fashioned Tomato Rice) es la única variedad cuyo nombre está escrito con minúsculas. Esta escritura en minúsculas aparenta ser de un tipo de letra ligeramente diferente a las demás. Existen además otras diferencias de estilo. Old-fashioned Tomato Rice tiene la palabra «Sopa» escrita en la parte inferior de la lata, ocupando el lugar donde las otras 31 variedades presentan una serie de flores de lis ornamentales. Además, Queso Cheddar (Cheddar Cheese) tiene dos bandas o listones dorados: en la parte centro-izquierda, uno que dice «¡Nuevo!» (New!), y en el centro otro que dice ¡Grandioso como salsa también! (Great As A Sauce Too!).

## Estreno
La exposición se inauguró el 9 de julio de 1962 en la Galería Ferus de Los Ángeles, estando Warhol ausente. Las treinta y dos pinturas individuales de latas de sopa fueron colocadas en una sola fila en la pared, como si fueran productos en estantes, cada una expuesta en estrechas repisas individuales. El impacto de las obras fue moderado en aquel momento, pero hoy en día se considera que aquella exposición tuvo un impacto histórico de gran magnitud, siendo el punto clave para el surgimiento del arte pop. El público en la galería no estaba seguro de que pensar acerca de la exposición. Un artículo de John Coplans para la revista Artforum —el cual fue en parte incitado por la exposición de docenas de pinturas de latas de sopa en una galería cercana, y éstas con un anuncio ofrenciéndolas a tres por 60 centavos de dólar— facilitó que la gente se pusiera a favor de Warhol. En realidad, pocos vieron las pinturas en la exposición de Los Ángeles o en el estudio de Warhol, pero la noticia se difundió rápidamente debido a la controversia y el escándalo que produjeron estas obras, que aparentemente intentaban duplicar la apariencia de objetos manufacturados. El amplio debate acerca de la ética y los méritos de enfocar los esfuerzos de una persona en un modelo comercial inanimado tan mundano mantuvo al trabajo de Warhol dentro de las conversaciones del mundo artístico. Los expertos no podían creer que un artista fuera a reducir la manifestación del arte al equivalente de una visita al supermercado. Sin embargo, las conversaciones sostenidas en torno al tema no se tradujeron en éxito monetario para Warhol. Dennis Hopper fue el primero de solo media docena de personas en pagar 100 dólares por una pintura. Blum decidió intentar mantener los 32 lienzos como un grupo intacto y volvió a comprar las pocas ventas. Esto complació a Warhol, quien las había concebido originalmente como un grupo y aceptó vender el conjunto a Blum por diez pagos mensuales de 100 dólares. Warhol había vivido su primera exposición artística seria. Desafortunadamente, mientras esta exposición estaba presentándose en Los Ángeles, se canceló otra planeada para diciembre de 1962.
La exposición en Ferus concluyó el 4 de agosto de 1962, un día antes de la muerte de Marilyn Monroe, de quien Warhol adquirió un fotograma publicitario de la película Niágara que usó más tarde para producir una de sus obras más conocidas: su pintura de Marilyn. Aunque Warhol continuó pintando más arte pop, incluyendo latas de café Martinson, botellas de Coca-Cola, S&H Green Stamps y más latas de sopa Campbell, pronto se volvió conocido por muchos como el artista que pintaba celebridades. Regresó a la galería de Blum para exponer sus pinturas de Elvis Presley y Elizabeth Taylor en octubre de 1963. Los admiradores de Warhol Dennis Hopper y Brooke Hayward (la esposa de Hopper en ese momento) organizaron una fiesta de bienvenida para el evento.
Ya que Warhol no dio indicación alguna sobre un orden definido para la colección, la secuencia de las latas elegida por el Museo de Arte Moderno de Nueva York en la exposición permanente de la colección refleja el orden cronológico en el que las variedades fueron comercializadas por Campbell Soup Company, comenzando con Tomate (Tomato) en la esquina superior izquierda, que apareció en 1897.

## Motivación
Existen multitud de historias anecdóticas que intentan explicar por qué Warhol eligió las latas de sopa Campbell como el punto central de su arte pop. Una razón dada es que necesitaba un nuevo tema después de que decidiera abandonar las tiras cómicas, decisión tomada en parte debido a su respeto por el trabajo de Roy Lichtenstein, que consideraba más refinado.
De acuerdo con Ted Carey —uno de los asistentes comerciales de arte de Warhol a fines de los años 1950— fue Muriel Latow quien sugirió que pintara las latas de sopa y los billetes de dólares. Muriel Latow por aquel entonces aspiraba a convertirse en decoradora de interiores y era dueña de la Galería de Arte Latow en el vecindario de Upper East Side, en Manhattan, Nueva York. Le dijo a Warhol que debía pintar «algo que veas todos los días y que todos reconocerían. Algo como una lata de sopa Campbell». Ted Carey, que estaba allí en ese momento, dijo que Warhol respondió: «Oh, eso suena fabuloso». De acuerdo con Carey, Warhol fue a un supermercado al día siguiente y compró una caja de «todas las sopas», que Carey aseguró ver cuando fue al departamento de Warhol al día siguiente.
Cuando el crítico de arte G.R. Swenson le preguntó a Warhol en 1963 por qué pintaba latas de sopa, el artista respondió: 

Solía beberlas, solía tener el mismo almuerzo todos los días, durante veinte años.

Otro relato acerca de la influencia de Latow sobre Warhol sostiene que ella le preguntó qué era lo que amaba más y como Warhol respondió «dinero», le sugirió que pintara billetes de dólares estadounidenses. De acuerdo con esta historia, Latow más tarde le recomendó que además de pintar dinero debería pintar algo más que fuera muy sencillo, como latas de sopa Campbell.
En una entrevista para la revista londinense The Face en 1985, David Yarritu le preguntó a Warhol acerca de unas flores que la madre de Andy solía hacer con latas. En su respuesta, Warhol las mencionó como una de las razones detrás de sus primeras pinturas de latas:

David Yarritu: Oí que tu madre solía hacer pequeñas flores de hojalata y las vendía para apoyarte en los primeros días.
Andy Warhol: Oh Dios, sí, es verdad, las flores de hojalata estaban hechas con esas latas de fruta, esa es la razón por la que hice mis primeras pinturas de latas... Tomas una lata, mientras más grande sea la lata mejor, como las de tamaño familiar donde vienen mitades de durazno, y creo que las cortas con tijeras. Es muy sencillo y simplemente haces flores con ellas. Mi madre siempre tenía montones de latas alrededor, incluyendo las latas de sopa.

Varias historias sugieren que la elección de Warhol de las latas de sopa reflejaba su ávida devoción por las sopas Campbell como consumidor. Robert Indiana dijo una vez: 

Conocía a Andy muy bien. La razón por la que pintaba latas de sopa es que le gustaba la sopa.

Se pensaba que se había enfocado en ellas porque componían un alimento básico en su dieta diaria. Otros observaron que Warhol simplemente pintaba cosas que le eran cercanas sentimentalmente. Disfrutaba comiendo sopa Campbell, tenía predilección por la Coca-Cola, amaba el dinero y admiraba a las estrellas de cine. De esta forma, todo eso se volvió parte de su trabajo. Otra historia dice que sus almuerzos diarios en su estudio consistían en una sopa Cambpell y Coca-Cola, y así, su inspiración vino de ver las latas y las botellas vacías acumuladas en su escritorio.
Warhol no eligió las latas debido a sus relaciones comerciales con la Campbell Soup Company. Aunque la compañía en esa época vendía cuatro de cada cinco latas de sopa preparada en los Estados Unidos, Warhol prefería que la compañía no se involucrara «porque todo el punto se perdería con cualquier tipo de asociación comercial». Sin embargo, para 1965, la compañía le conocía tan bien que Warhol fue capaz de convencerlos para que le permitieran usar etiquetas de latas reales como invitaciones para una exposición; la compañía incluso encargó un cuadro.

## Mensaje
Warhol tenía una visión positiva de la cultura ordinaria y sentía que los expresionistas abstractos se habían obstinado demasiado en ignorar el esplendor de la modernidad. La serie de Latas de sopa Campbell, junto con sus otras series, le dieron una oportunidad de expresar su visión positiva de la cultura moderna. No obstante, su actitud inexpresiva procuró ser desprovista de comentarios emocionales y sociales. De hecho, el trabajo estaba previsto para no tener personalidad o expresión individual alguna. La visión de Warhol está resumida en la cita: 

… un grupo de pintores ha llegado a la conclusión común de que los más banales e incluso vulgares elementos de la civilización moderna pueden, al transportarse al lienzo, convertirse en Arte.

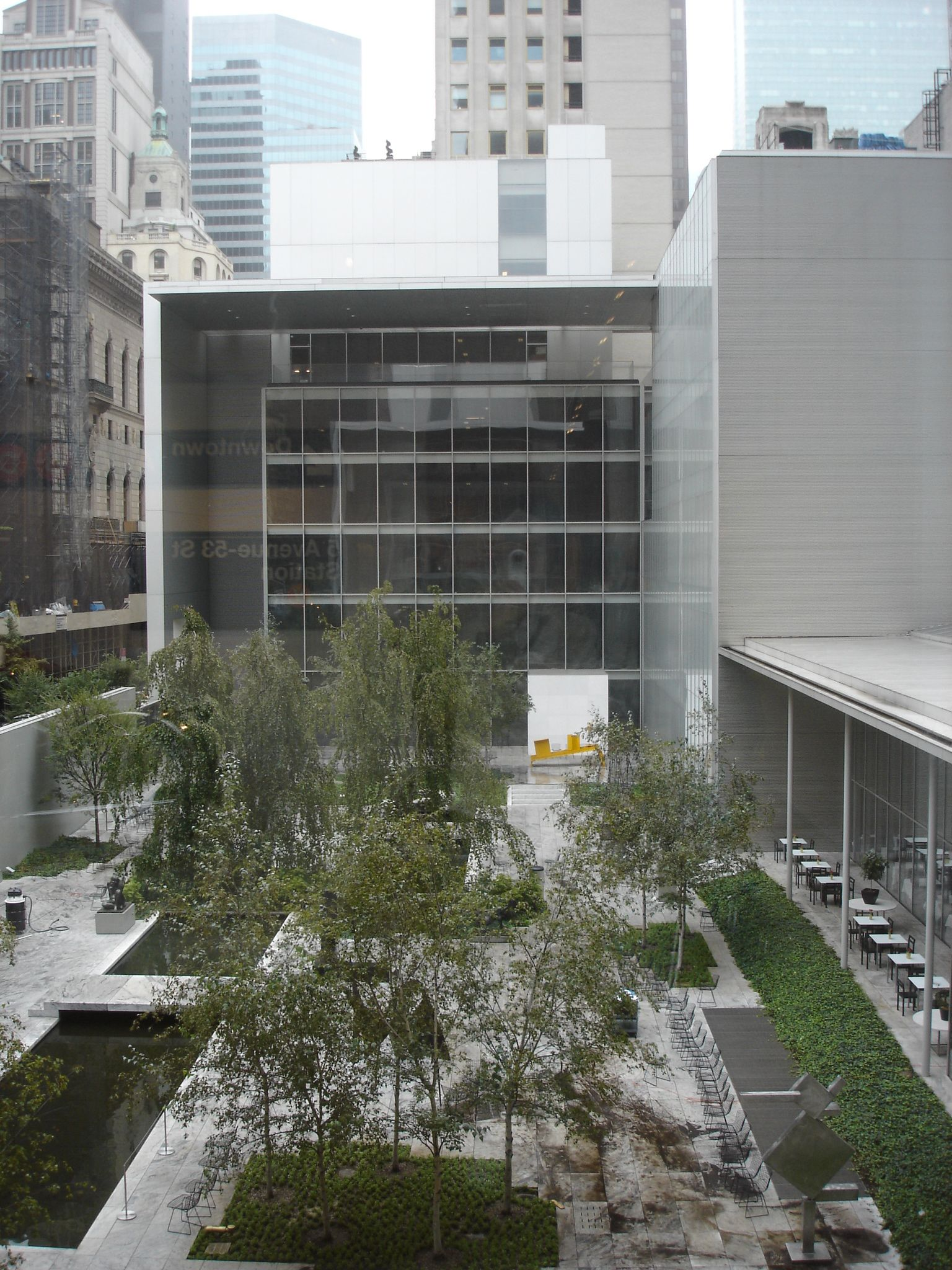
El Museo de Arte Moderno de Nueva York, recinto donde se encuentra actualmente la serie.

Sus obras de arte pop diferían de trabajos seriados de artistas como Monet, que se valía de series para representar la percepción refinada y mostrar que un pintor podía recrear cambios en el tiempo, la luz, las estaciones y el clima con el ojo y la mano. Warhol es entendido como un representante de la era moderna de la comercialización y la monotonía sin criterio. Cuando Warhol mostraba ocasionalmente variaciones, no era «realista». Sus variaciones posteriores en el color fueron casi una burla de la percepción refinada. Su adopción del proceso de serigrafiado pseudoindustrial habló en contra del uso de las series para demostrar la sutileza. Warhol buscó rechazar la invención y el matiz dando la sensación de que su trabajo había sido impreso, y de hecho, recreaba imperfecciones sistemáticamente. Sus obras seriadas le ayudaron a escapar de la creciente sombra de Lichtenstein. Aunque sus latas de sopa no fueron consideradas tan escandalosas y vulgares como otras de sus primeras obras de arte pop, aun así ofendían a las sensibilidades del mundo del arte que las habían desarrollado para tomar parte en las emociones íntimas de la expresión artística.
Contrastando con las canastas de fruta de Caravaggio, los duraznos de Chardin o los arreglos de manzanas de Cézanne, las mundanas Latas de sopa Campbell le dieron al mundo del arte un enfriamiento. Además, la idea de aislar objetos eminentemente reconocibles de la cultura popular resultaba tan ridícula para el mundo artístico que tanto la ética como los méritos del trabajo fueron temas de debate perfectamente razonables para aquellos que no habían siquiera visto las piezas. El arte pop de Warhol puede ser relacionado con el arte minimalista en el sentido de que intenta representar objetos en su forma más simple e inmediatamente reconocibles. El arte pop elimina los matices y trasfondos que de otra forma estarían asociados con las representaciones.
Warhol cambió claramente el concepto de la apreciación artística. En lugar de la armoniosa colocación tridimensional de los objetos, eligió derivaciones mecánicas de la ilustración comercial con un énfasis en el empaque. Sus variaciones de múltiples latas de sopa, por ejemplo, hicieron del proceso de repetición una técnica apreciada: 

Si tomas una lata de sopa Campbell y la repites cincuenta veces, no estás interesado en la imagen retinal. De acuerdo con Marcel Duchamp, lo que te interesa es el concepto que quiere poner cincuenta latas de sopa Campbell en un lienzo.

 Las invariables representaciones múltiples de latas casi se convirtieron en una abstracción cuyos detalles eran menos importantes que el conjunto. En un sentido, la representación era más importante que lo que representaba. El interés de Warhol en la creación de arte pop con la ayuda de máquinas durante sus primeros días fue malinterpretado por la gente en el mundo artístico, cuyo sistema de valor estaba amenazado por la mecanización.
En Europa, el público tenía un modo distinto de ver estas obras. Muchos lo percibieron como una sátira subversiva y marxista al capitalismo estadounidense. Si no subversiva, era al menos considerada una crítica marxista de la cultura popular. Dado el punto de vista apolítico en general de Warhol es poco probable que este fuera en realidad el verdadero mensaje. De hecho, es posible que este arte pop no fuera más que un intento de atraer la atención hacia su trabajo.
En un intento de complementar el mensaje de su arte, Warhol adoptó una personalidad pop después de que los medios de comunicación tomaran nota de su arte. Comenzó a manifestar una imagen tipo adolescente, sumergiéndose a sí mismo en la cultura popular de los espectáculos de rock and roll y las revistas de aficionados. Mientras que artistas previos utilizaban la repetición en sus obras para demostrar su habilidad en representar las variaciones, Warhol acopló la «repetición» con la «monotonía» al declarar su amor sobre los temas de arte.

## Variaciones
El éxito de las series originales de Warhol continuó con varias obras relacionadas incorporando el mismo tema de las latas de sopa Campbell. Estas obras posteriores junto con las originales son referidas colectivamente como la Serie de latas de sopa Campbell y frecuentemente solo como Latas de sopa Campbell. Las obras posteriores de latas de sopa Campbell fueron muy diversas. Los largos de los lienzos variaron de 50 cm (20 pulgadas) a 182 cm (6 pies). Generalmente, las latas eran retratadas como si fueran latas recién fabricadas, sin defectos. Ocasionalmente, decidía representarlas con etiquetas cortadas, peladas, con las latas aplastados o las tapas abiertas. A veces añadía objetos relacionados como un tazón de sopa o un abrelatas. En ocasiones también producía imágenes de los objetos relacionados sin la presencia de latas de sopa, como es el caso de las Cajas de jugo de tomate Campbell, que estrictamente no forman parte de la serie aunque son del mismo tema. Muchos de estos trabajos fueron producidos en su famoso estudio «La Fábrica» (The Factory).Irving Blum hizo posible que los 32 lienzos originales fueran expuestos públicamente a través de un arreglo con la Galería Nacional de Arte en Washington D. C. al cederlos en un préstamo permanente dos días después de la muerte de Warhol. Sin embargo, las Latas de sopa Campbell originales son parte de la colección permanente del Museo de Arte Moderno de Nueva York. Una pintura llamada Latas de sopa Campbell II es parte de la colección permanente del Museo de Arte Contemporáneo de Chicago. 200 latas de sopa Campbell, de 1962 (acrílico sobre lienzo, 72 × 100 pulgadas), en la colección privada de John y Kimiko Power, es la pintura individual más grande de todas las pinturas de latas de sopa Campbell. Se compone de una cuadrícula de diez filas y veinte columnas de latas de numerosos sabores de sopa. Los expertos la ubican como una de las obras más significativas de arte pop, siendo tanto una representación pop como una conjunción con sus predecesores inmediatos como Jasper Johns y los movimientos sucesores del arte minimalista y conceptual. La muy similar 100 latas es parte de la colección del Museo Albright-Knox.
En muchos de los otros trabajos, incluyendo la serie original, Warhol simplificó radicalmente el medallón de oro que aparece en las latas de sopa Campbell, reemplazando la pareja de figuras alegóricas incluidas dentro del medallón con un disco amarillo sin detalle alguno. En la mayoría de las variaciones, la única insinuación de tridimensionalidad venía del sombreado en la tapa de la lata; de otra forma, la imagen sería plana. Las obras con etiquetas desgarradas son percibidas como metáforas de la vida en el sentido de que incluso la comida empaquetada debe encontrar su fin. Son frecuentemente descritas como expresionistas.

## Ventas
En 1970, Warhol estableció el precio récord de venta en una subasta, con 60 000 dólares, para una pintura hecha por un artista estadounidense con vida en la venta de Gran lata de sopa Campbell con etiqueta desgarrada (vegetales y res) —Big Campbell's Soup Can with Torn Label (Vegetable Beef)— de 1962, en una venta en Parke-Bernet, la prominente casa de subastas estadounidense (más tarde adquirida por Sotheby's). Este récord fue roto unos pocos meses después por su rival en la atención y aprobación dentro del mundo artístico, Roy Lichtenstein, quien vendió una representación de una cerca de arbustos gigantes, Gran pintura n.º 6 (Big Painting No. 6) de 1965 por 75 000 dólares.
En mayo de 2006, Lata de sopa Campbell con pequeño desgarro (puchero de pimienta) —Small Torn Campbell Soup Can (Pepper Pot)—, obra de Warhol de 1962, fue vendida por 11 776 000 dólares y estableció el récord en una subasta para una pintura de la serie de latas de sopa Campbell. La obra se unió a la colección de Eli Broad, un hombre que una vez estableció el récord por la mayor transacción con tarjeta de crédito cuando adquirió Lo... lo siento (I... I'm Sorry) de Lichtenstein por 2,5 millones de dólares con una tarjeta American Express. La venta de Warhol de 11,7 millones de dólares fue parte de las ventas de impresionismo, arte moderno, posguerra y arte contemporáneo de la casa de subastas Christie's en la primavera de 2006, que en total recaudó 438 768 924 dólares.
La amplia variedad de obras producidas usando un proceso semimecanizado con la ayuda de muchos colaboradores, la popularidad de Warhol, el valor de sus obras y la diversidad de obras a través de varios géneros hicieron surgir la necesidad de crear el Consejo de Autenticidad del Arte de Andy Warhol para certificar la autenticidad de las obras de Warhol.

## Conclusión
La producción de latas de sopa Campbell de Andy Warhol atravesó por tres distintas etapas. La primera tuvo lugar en 1962, durante la cual creó imágenes realistas, e incluso produjo numerosos trazos a lápiz del tema. En 1965, Warhol retomó este tema al reemplazar arbitrariamente los colores originales rojo y blanco con una amplia variedad de tintes. A finales de 1970, de nuevo regresó a las latas de sopa, esta vez invirtiendo y revirtiendo las imágenes. No obstante, algunas personalidades del mundo del arte consideran que las obras de Warhol que fueron completadas después de las heridas de bala que recibió en un atentado del que fue objeto en 1968 —ocurrido el día anterior al asesinato de Robert Kennedy— son menos significativas que aquellas producidas anteriormente.
Hoy en día, las obras más famosas de Latas de sopa Campbell de Warhol corresponden a su primera fase. Warhol es además reconocido por sus icónicas series de serigrafiados de celebridades como Elvis Presley, Marilyn Monroe, Elizabeth Taylor y Mao Zedong, producidos durante su fase de serigrafiado entre 1962 y 1964. De hecho, los temas más recurrentes de sus pinturas fueron Taylor, Monroe, Presley, Jackie Kennedy y celebridades similares, superando a las latas de sopa. Además de ser un notable artista, Warhol fue un célebre cinematógrafo, autor e ilustrador comercial. Póstumamente, Warhol se convirtió en el tema del museo de arte dedicado a un solo artista de mayor tamaño de los Estados Unidos. Muchas exposiciones del arte de Warhol incluyen material de sus producciones como director cinematográfico. Algunos dicen que sus contribuciones como artista palidecen en comparación con aquellas como director de cine. Otros dejan claro que no era precisamente el más habilidoso artista de su época. No obstante, sus técnicas fueron emuladas por otros respetados artistas, y sus obras continúan cotizándose por grandes sumas de dinero.